# Kleopatra (balet)

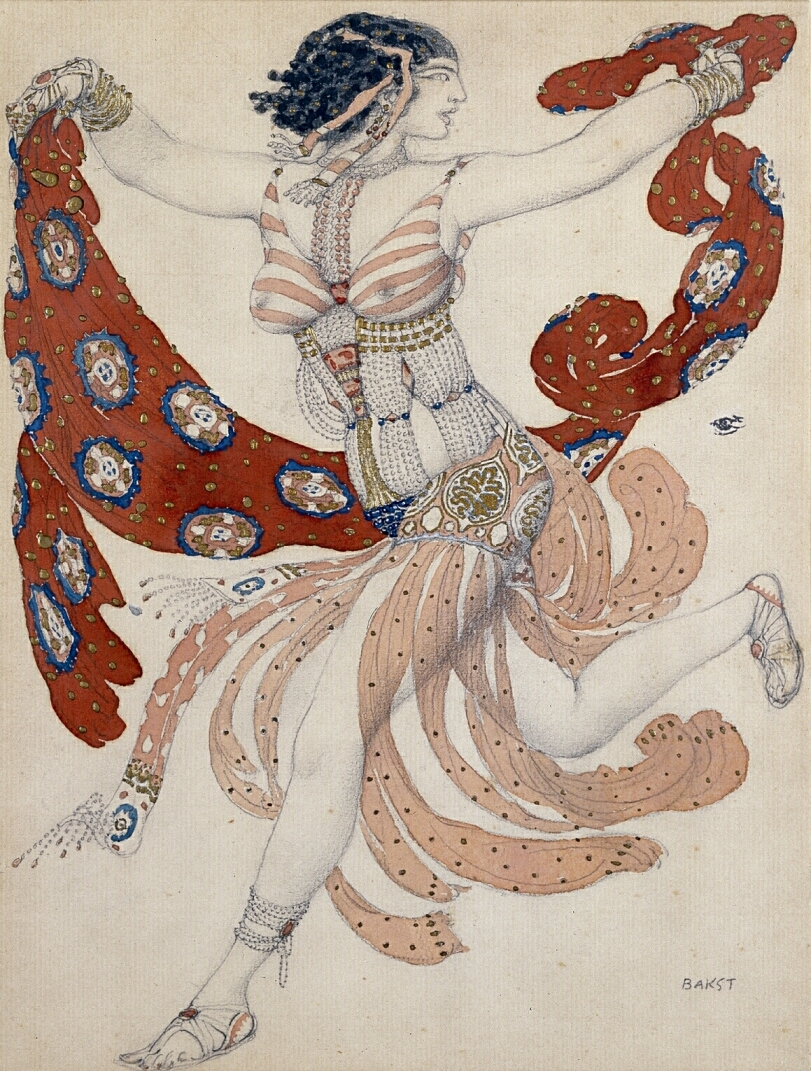
szkic Baksta kostiumu dla Idy Rubinstein w balecie Kleopatra

Kleopatra – balet; muzyka Anton Arienski i inni kompozytorzy rosyjscy współpracujący z Baletami Rosyjskimi (Ballets Russes) Diagilewa.  Przedstawienie zostało wystawione po raz pierwszy w 1909 roku w Paryżu (Theatre du Châtelét) w reżyserii Diagilewa i choreografii Michaiła Fokina, twórcą scenografii był Léon Bakst.